# Distretto di Gorgor
Il distretto di Gorgor è uno dei cinque distretti della provincia di Cajatambo, in Perù. Si trova nella regione di Lima e si estende su una superficie di 309,95 chilometri quadrati.
Istituito il 2 gennaio 1857, ha per capoluogo la città di Gorgor.